# سييرا كاي
سييرا كاي (بالإنجليزية: Sierra Kusterbeck)‏ هي عارضة وموسيقية ومغنية وملحنة ومغنية مؤلفة أمريكية، ولدت في 18 ديسمبر 1990 في سانت بيترسبرغ في الولايات المتحدة.

## وصلات خارجية
- الموقع الرسمي
- سييرا كاي على موقع ميوزك برينز (الإنجليزية)
- سييرا كاي على موقع ديسكوغز (الإنجليزية)
- سييرا كاي على موقع ديسكوغز (الإنجليزية)